# Muntliga röksignaler
Muntliga röksignaler (Skywriting by Word of Mouth) är den tredje och sista boken skriven av John Lennon. Boken publicerades postumt 1986 och innehåller ett efterord av hans änka Yoko Ono. Liksom hans tidigare verk innehåller boken diverse skrifter och teckningar. Manuskriptet stals från Lennons lägenhet 1982, men återfanns 1986, då Ono publicerade boken.

## Innehåll
- The Ballad of John and Yoko

"All We Were Saying Was Give Peace a Chance"
"We'd All Love to See the Plan"
"We Fought the Law and the Law Lost"
"The Mysterious Smell of Roses"
- Two Virgins
- An Alphabet
- Skywriting by Word of Mouth

Skywriting by Word of Mouth
Subtitled "Lucy in the Scarf with Diabetics"
Up Yours
Puma Eats Coast Guard
Puma Eats Scapegoat
Spare Me the Agony of Your Birth Control
"Demented in Denmark"
"It Nearly Happened in Rome"
"A Paradox and a Matching Sweater, Please"
"The Air Hung Thick Like a Hustler's Prick"
"A Conspiracy of Silence Speaks Louder Than Words"
"Nobel Peace Prize Awarded to Killer Whale"
"The Art of Deception Is in the Eye of the Beholder"
"Be Were Wolf of Limitations," or..."The Spirit of Boogie Be Upon You"
"A Word in Your Orifice," or..."Bebe Seagull Bites Dust"
The Incredible Mediocre Rabbits
Europe on Five Camels a Day
"Death Is Switching Channels on TV"
Chapter 23 or 27:  In Which a Harvard Graduate Faints at the Sight of Enlightenment
"Florence de Bortcha Has Nuptials"
Grueling Bi Centennial Scatters Entrails
"A Reason for Breathing"
"Hang This Garlick [sic!] Round Your Neck and You'll Never Marry"
Experts Dance at Soc Hop Ball
The Importance of Being Erstwhile
"Never Cross a Horse with a Loose Woman"
The Life of Reilly, by Ella Scott Fizgeraldine
Chapter 41: A Complete Change of Pacemaker
Never Underestimate the Power of Attorney